# Tom Freddy Aune
Tom Freddy Aune (Oslo, 3 giugno 1970) è un allenatore di calcio ed ex calciatore norvegese, di ruolo attaccante.